# Hoacin

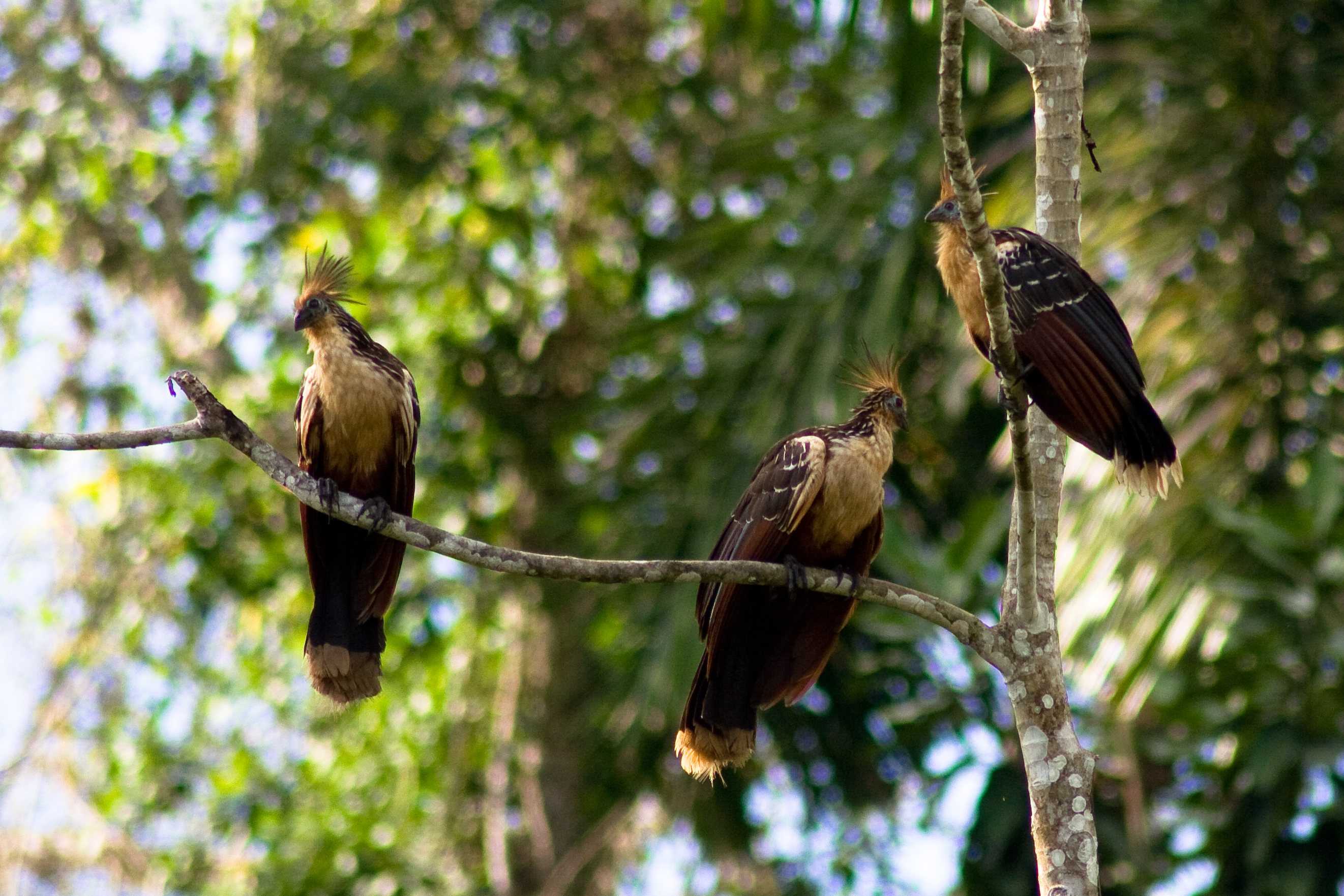

A hoacin vagy búbostyúk (Opisthocomus hoazin) a madarak (Aves) osztályának a hoacinalakúak (Opisthocomiformes) rendjébe, ezen belül a hoacinfélék (Opisthocomidae) családjába tartozó Opisthocomus madárnem egyetlen képviselője.
Guyana nemzeti madara.

## Rendszerezésének problémái
A hoacin rendszertani helyzete már 1776-os felfedezése óta problémás. A rendszerezéssel foglalkozó kutatók egyetértenek abban, hogy a hoacinnak egy saját, monotipikus, azaz egy fajból álló nemet tartsanak fenn. Ezt a nemet régebben a tyúkalakúak (Galliformes) családjai közé helyezték, ahová a pulykák, fácánok és hokkófélék is tartoznak. A hoacin vaskos lábaival, barna mintás tollazatával, gyenge röpképességével bizonyos mértékben hasonlít is a tyúkalkatúak közé sorolt többi család képviselőire. A korábbi kutatások viszont mind a csontvázfelépítés, mind a DNS-analízis alapján azt bizonyítják, hogy a kakukkalakúak (Cuculiformes) rendjébe tartozik. Az azonban még bizonytalan, hogy a kakukkfélékhez (Cuculidae) vagy a turákófélékhez (Musophagidae) áll e közelebb.
A tudósok egy csoportja egy külön, saját rendbe, illetve családba sorolja ezt a különleges madarat.
A 2014-ben végzett genom-analízisből megtudtuk, hogy nem is a kakukkalakúakkal állnak közelebbi rokonságban, hanem a lilealakúakat (Charadriiformes) és a darualakúakat (Gruiformes) egyesítő Gruimorphae nevű madárcsoporttal, és a különválás, azaz a saját rendjének megalkotása érvényes.

## Előfordulása
Dél-Amerikai esőerdők madara, az elárasztott földeket, mangrovefákkal benőtt, vízparti területeket kedveli. A nagy dél-amerikai folyók, így az Amazonas és az Orinoco medencéjében él.

## Megjelenése
Hossza 60 centiméter, testtömege 600–800 gramm. Hosszú nyakával és apró méretű fejével, melyen kusza tollbóbita van, nagy, mégis gyenge szárnyaival egy, az őskorból itt rekedt madarat formáz. Színezete a hátoldalon sötétbarna, a hasoldalon okkersárga vörhenyes árnyalattal. Arcbőre türkizkék, fején vörhenyes bóbitája van. Farka sötét és széles. Udvarláskor különböző kiáltásokat és kotkodácsolást hallat. Etetőhangja nyávogó, figyelmeztetőhangja a gyöngytyúkokéra emlékeztető hangos kiáltozás.
Átható szagú anyagot termel.

## Életmódja
A hoacin a legkifinomultabb és legspecializáltabb növényevő faj a madarak között. Egyik legfontosabb anatómiai jellemzője az előgyomor, mely a madár teljes testsúlyának körülbelül 25%-át teszi ki. Ez olyan nagy, hogy repülőizmainak is csökevényesedniük kellett, hogy gyomra elférjen, ezért a hoacin gyengén repül.
A fák lombkoronája között él, falevéllel és gyümölccsel táplálkozik. Táplálékának 80%-a zöld levelekből áll, a maradék 20%-ot teszik ki a gyümölcsök és virágok. Részben szárnyaival kapaszkodva mászik a lombkoronában, a talajra nem ereszkedik le. Mivel faleveleket is megeszik, az emésztés a begyben történik és nem a gyomorban, mint az átlagos madaraknál. Az előgyomorban speciális mikrobák találhatóak, melyek lebontják a növények cellulózból álló sejtfalát, hasonló módon, mint az emlősök között a tülkösszarvúaknál vagy a kenguruknál is történik. A lebontási folyamat lassú, a tápláléknak legalább 18 órát kell a gyomorban maradnia. Ha nagyon száraz volt az elfogyasztott táplálék, ez az idő akár egy-két nap is lehet. Ez a magyarázata annak, hogy a hoacinokat miért lehet oly gyakran a fákon ülve látni, amint mellüket egy ágra fektetve pihentetik.
A hoacinok 2–8 madárból álló csoportokban élnek. Ezek egy költőpárból és azok előző évi szaporulatából állnak. Az egész csoport részt vesz a territórium védelmében, később a kotlásban és a fiókák felnevelésében is.

## Szaporodása

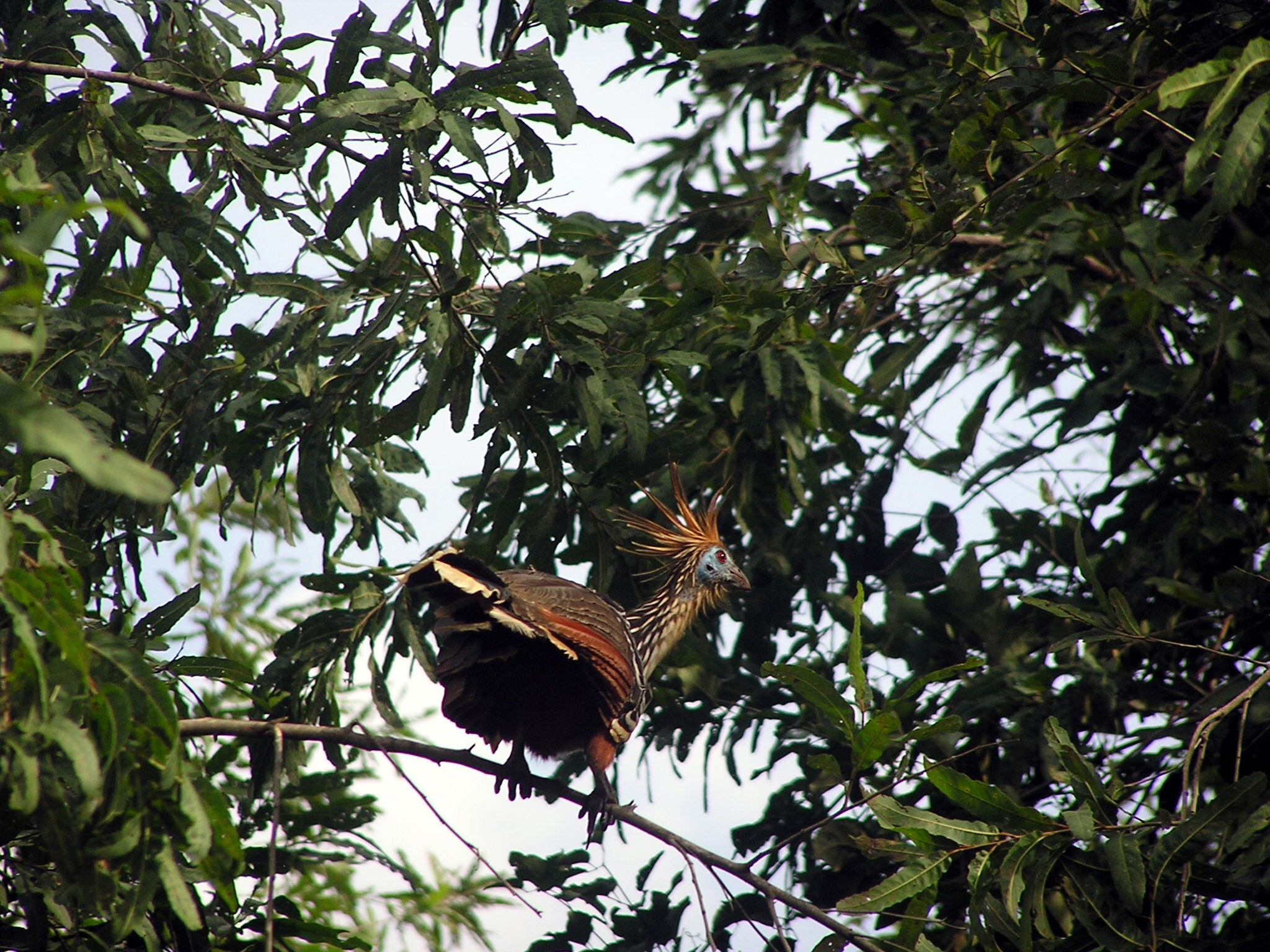

A madár ábrázolása Guyana elnöki zászlaján (1970-1980)

Víz közeli, magas fákra készíti lapos fészkét. Fészekalja 2–4, világosbarna alapon sötétbarna vagy kék pettyekkel borított tojásból áll, melyeken 28 napig kotlik.
A fiókák szárnyuk második és harmadik ujján jól fejlett karmokat hordanak, mint az Archaeopteryx nevű ősmadár; ezek később visszafejlődnek. A fiókák jó úszók, de ezt a tulajdonságukat is elvesztik felnőttkorukra. Rosszul repülnek, és akkor is csak rövidtávra.